# ガイウス・ファンニウス
ガイウス・ファンニウス（ラテン語: Gaius Fannius、生没年不詳）は、紀元前2世紀中期・後期の共和政ローマの政治家・軍人。紀元前122年に執政官（コンスル）を務めた。歴史家でもある。

## 出自
ガイウス・ファンニウスは紀元前2世紀になって高位官職を出すようになったプレブス（平民）である、ファンニウス氏族の出身である。カピトリヌスのファスティの欠落のため、父および祖父のプラエノーメン（第一名、個人名）は不明だが、紀元前161年に氏族として初めて執政官となったガイウス・ファンニウス・ストラボ が父、または叔父と思われる。祖父は紀元前180年代に護民官を務めたガイウス・ファンニウスであろう。

## 経歴

### 初期の経歴

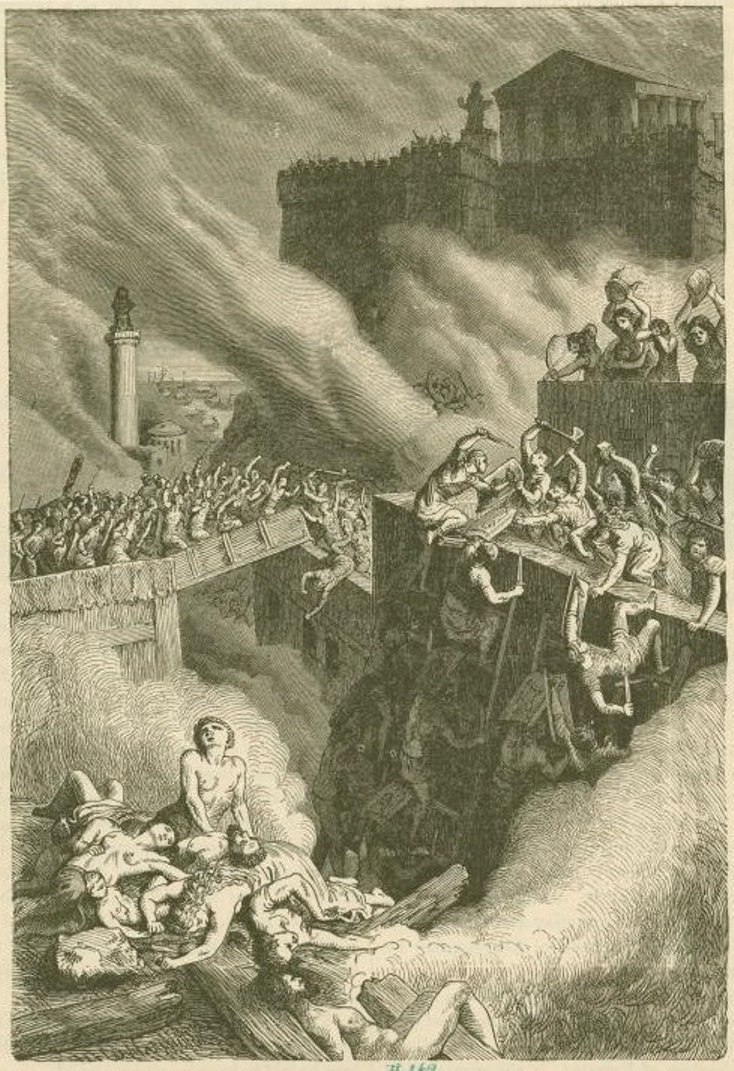
カルタゴの最期（19世紀の絵）

若年時から、ファンニウスはプブリウス･コルネリウス・スキピオ・アエミリアヌスの側近であった。彼の名前は、スキピオの親しい友人であったガイウス・ラエリウス・サピエンス、スプリウス・ムンミウス、マニウス・マニリウスと並べられることが多い。
ファンニウスは当時のローマの上流階級の慣例通り、軍人としてキャリアをスタートさせた。第三次ポエニ戦争においては、アフリカ遠征軍を率いたスキピオの司令部にいた。おそらく紀元前147年にはレガトゥス（副司令官）を務めたと思われる。プルタルコスが参照したファンニウス自身の記録によると、紀元前146年にカルタゴを攻略した際には、ファンニウスはティベリウス・センプロニウス・グラックスと共に最初に城壁を登り「この偉業の栄光を分かち合った」。
おそらく紀元前142年頃には、ファンニウスは護民官を務めたと思われる。キケロによると、護民官としての活動は「スキピオの助言に基づいていた」が、「その任務を立派に果たしている」。護民官就任年に、ファンニウスはサピエンスの娘と結婚し、「スキピオ・サークル」の団結が強化された。紀元前141年から紀元前140年にかけては、クィントゥス・ファビウス・マクシムス・セルウィリアヌスの指揮下、ヒスパニア・ウルテリオルで戦った。セルウィリアヌスは兵力を結集し、ルシタニアの指導者ヴィリアトゥスが率いるルシタニア軍に会戦を挑んだ。ルシタニア軍は最初敗走したが、ローマ軍の戦闘隊形が乱れているのを見て反撃を開始し、戦況は逆転してローマの敗北に終わった。戦死者は3,000に達し、生存者は野営地に逃れ、再度の出撃を拒否した。兵士たちを戦わせることができたのは有能なトリブヌス・ミリトゥム（高級士官）であるファンニウスのみであった。
続いてファンニウスはプラエトルに就任する。このときハスモン朝ユダヤの祭司王ヨハネ・ヒルカノス1世は、ローマに使節団を派遣し、同盟関係を更新しているが、ファンニウスは重要な役割を果たしている。ただ、これが何年のことかは明確ではない。紀元前132年という説があるが、この場合スキピオの影響力が大きかったであろう。キケロは『国家論』の中で、紀元前129年の出来事に関連してファンニウスの名前をあげているが、その肩書を「按察官経験者」としているのみである。歴史家ブロートンは紀元前127年と推定している。

### 執政官

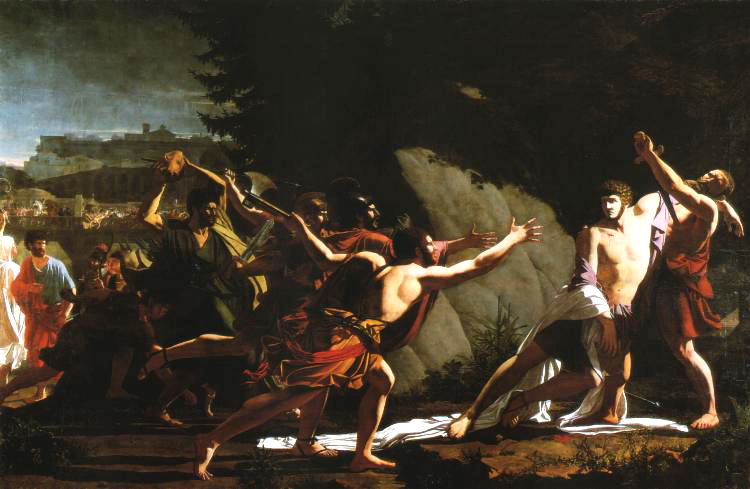
「ガイウス・グラックスの死（フランソワ・トピノ・ルブラン）

歴史家F. ミュンツァーによれば、ファンニウスは紀元前130年と紀元前129年に執政官選挙に立候補したが落選したとしている。スキピオが紀元前129年に没すると、「スキピオ・サークル」は政治的意義を失い、ファンニウスも旧友達の支援を頼りにすることができなくなった。彼が執政官となったのは紀元前122年のことで、護民官ガイウス・センプロニウス・グラックスの動きが大きく作用した。グラックスは元老院の権力を弱めようとしており、執政官選挙運動へも介入したが、これが他の候補者よりファンニウスに有利に働き、特に「元老院派」のルキウス・オピミウスの当選のチャンスを奪ったのだ。グラックス自身も連続して護民官に当選していた。
同僚執政官は、プレブスのグナエウス・ドミティウス・アヘノバルブスであったが、アヘノバルブスは任期中ガリアに遠征していたため、ファンニウスは首都ローマで大きな権力を握った。グラックスと元老院の確執は激しさを増していたが、ファンニウスは元老院を支持した。このため、グラックスが提出した幾つかの法案の投票日の前日、その支援者を減らすためにローマ人以外のイタリア人の首都退去を命令した。一連の法案の中で最も重要なものは、すべてのラテン人にローマ市民権を与え、すべての同盟都市にラテン市民権を与えるというものだが、ファンニウスはこれに反論するための「微妙で崇高な」演説を行った。その中で、ファンニウスはローマ市民に問いかけている。

諸君達は今民会で私の前にいるが、ラテン人に公民権を与えた後でも、この集会に参加し続けることができると本気で思っているのか？また、競技会や娯楽においても、今までと同じ場所を占めることができると思うのか？ラテン人が全ての場所を埋め尽くしてしまうことを理解していないのか？
テオドール・モムゼン『ローマ史』

この法案の可否に関する投票は、おそらく実施されなかった。グラックスは三度護民官選挙に出馬するが落選、グラックスに対するセナトゥス・コンスルトゥム・ウルティムム（元老院最終布告）が出された。追い込まれたグラックスは自害した。この件に関するファンニウスの動きは不明であり、また執政官任期完了後のファンニウスに関しても記録はない。

## 著述活動
ファンニウスはマルクス・ポルキウス・カト・ケンソリウスを見倣い、ギリシア語ではなくラテン語で著述した歴史家の一人である。彼は『Annals（年代記）』と呼ばれる歴史書を書いており、太古からファンニウスの時代までのローマの歴史をカバーした。この作品はアイネイアースのイタリアへの到着から始まり、ポエニ戦争開始までの出来事は簡素にまとめられている（ただし、ファンニウスが実際に書いたのは彼の生きた時代のことのみとの推察もある）。カトの例に倣って、ファンニウスは歴史上の人物の演説を自身の著作に盛り込んだ（例えばクィントゥス・カエキリウス・メテッルス・マケドニクスによるティベリウス・センプロニウス・グラックスへの反論演説）。おそらくこのようにして、彼は歴史上の人物の行動の動機を「ポリビュオスの精神」で示そうとしたのであろう。ファンニウスは当時の新しい手法である資料の体系化を拒否し、古い代記の手法を好んだ。
ファンニウスの『年代記』は今は断片が残るだけだが、その一つでファンニウスは歴史家が政治活動を経験することの必要性を主張している。

実際の政治活動から教訓を学ぶことができれば、ポジティブに見えていたことが実はネガティブであったり、今までとは全く違ったものになったりすることも少なくない。
Durov V. Artistic historiography of Ancient Rome.

その他にも『年代記』からの引用がいくつか残っている。その一つでは、ソクラテスは考えている事とは異なることを口にして、ギリシア人がアイロニーと呼ぶ「知らないふり」を好んで用いたが、スキピオ・アフリカヌスも使ったやり方で、ソクラテスと同じ手法であるから、卑怯なやり方と見なすべきではないと述べている。別の引用ではドレパナの街（現在のトラーパニ）に言及しているので、第一次ポエニ戦争（ドレパナ沖の海戦、ドレパナの戦い）または第一次奴隷戦争のどちらかであると思われる。
キケロは『ブルトゥス』の中で、ファンニウスの『年代記』を「立派なもの」としているが、『法律について』ではティトゥス・ポンポニウス・アッティクスにファンニウスは「退屈な歴史家の一人」でルキウス・コエリウス・アンティパテルはもっと面白いことを書いていると述べさせている。紀元前1世紀の歴史家ガイウス・サッルスティウス・クリスプスはファンニウスを真実性が高いと評価している。マルクス・ユニウス・ブルトゥスは『年代記』からの抜粋を編纂している。プルタルコスはその『対比列伝』を書くにあたって、『年代記』を参照したようである。しかし、これだけでは、ファンニウスがその後のラテン語史学の伝統全体にどれほど強く影響を与えたかを知ることは不可能である。ただし、彼の著作ががグラックス兄弟の時代についての重要な資料となったことだけは確かである。
ファンニウスは弁論家としては平凡と評価されていたため、彼の最も著名な演説（グラックス兄に反論するもの）は、実際にはガイウス・ペルシウスという学者または元老院派の複数の人物が協力して原稿を書いたものと信じる人が当時は多かった。この集団著作の噂はファンニウスの演説が元老院の多数派全体の特定の政治的問題についての意見を述べたという事実に関連している可能性がある。対してキケロは、ファンニウス本人が書いたと主張している。「全編にわたって話の調子が一定しているし文体も統一されている」こと、また「ファンニウスはグラックス兄に対して、他の弁論家の手助けを受けていると非難しており、もしペルシウスが代筆したならグラックスが黙っていたはずがない」というのが理由である。
パテルクルスは、紀元前2世紀の傑出した演説家の一人として、ファンニウスの名前をあげている。

## 家族
ファンニウスはガイウス・ラエリウス・サピエンスの次女ラエリアと結婚した。この義父の勧めで、哲学者パネティウスの弟子となっている。前任者の死去によってアウグル（鳥占官）を選ぶことになった際、サピエンスはファンニウスではなく長女の夫であるクィントゥス・ムキウス・スカエウォラを推薦した。このこともあり、義父との関係は良くなかった。ただ、ファンニウスは後にアウグルに就任している。

## 二人のファンニウス
すでに古代（紀元前1世紀）においても、ガイウス・ファンニウスという政治家が二人いたと認識されていた。紀元前46年に、キケロは『ブルトゥス』の中で、ガイウスの息子であるファンニウスは護民官、執政官でグラックスの政敵だったとし、一方でマルクスの子ファンニウスはガイウス・ラエリウス・サピエンスの義理の息子で歴史家であり、「態度も話し方ももう一人のファンニウスよりも素朴な人だった」と書いている。また、後者は前者が護民官を務めた13年後の紀元前129年にようやくクアエストル（財務官）に就任する年齢であったとも述べている。
以下に示すキケロからティトゥス・ポンポニウス・アッティクスへの手紙は、明確ではないが紀元前45年に書かれたもののようだ。

私はブルトゥスが引用したファンニウスからの抜粋に困惑している。その抜粋を元に、ファンニウスはガイウス・ラエリウス・サピエンスの義理の息子とした。しかし、君（アッティクス）は私の間違いを指摘した。今ブルトゥスは君に異議を唱えている。私が『ブルトゥス』に書いたことにはクィントゥス・ホルテンシウスもお墨付きを与えている。この問題を修正してくれたまえ。
キケロ『アッティクス宛書簡集』、XII, 5, 3.

テオドール・モムゼンは、この手紙の内容から、『ブルトゥス』を書いた後、アッティクスがキケロに歴史家ファンニウスと政治家ファンニウスが同一人物であることを確信させたのではないかと推察した。紀元前44年11月11日付けのキケロの手紙では、護民官ファンニウスをマルクスの息子としている。
一方で、F. ミュンツァーは実際にガイウス・ファンニウスが二人おり、二人の父が兄弟であったと考えている。一人は紀元前161年の執政官ガイウス・ファンニウス・ストラボの子、もう一人はマルクスの子であるが、何れも紀元前187年の護民官ガイウス・ファンニウスが祖父である。ミュンツァーによれば執政官ファンニウスはマルクスの息子でグラックス弟の政敵、歴史家ファンニウスはガイウスの息子であり、グラックス兄と共にカルタゴで戦ったとしている。現代の歴史家は、ファンニウスに関する記録の多くはマルクスの息子である執政官ファンニウスのものと考えている。

## 参考資料

### 古代の資料
- アッピアノス『ローマ史』
- ウェッレイウス・パテルクルス『ローマ世界の歴史』
- フラウィウス・ヨセフス『ユダヤ古代誌』
- プルタルコス『対比列伝』
- ポリュビオス『歴史 (ポリュビオス)|歴史』
- マルクス・トゥッリウス・キケロ『ブルトゥス』
- マルクス・トゥッリウス・キケロ『国家論』
- マルクス・トゥッリウス・キケロ『友情について』
- マルクス・トゥッリウス・キケロ『弁論家について』
- マルクス・トゥッリウス・キケロ『アッティクス宛書簡集』
- マルクス・トゥッリウス・キケロ『アカデミカ』
- マルクス・トゥッリウス・キケロ『法律について』
- カピトリヌスのファスティ

### 研究書
- Von Albrecht M. History of Roman Literature. - M .: Greco-Roman cabinet, 2003 .-- T. 1. - 704 p. - ISBN 5-87245-092-3 .
- Bobrovnikova T. Everyday life of the Roman patrician in the era of the destruction of Carthage. - M .: Molodaya gvardiya, 2001 .-- 493 p. - ISBN 5-235-02399-4 .
- Durov V. Artistic historiography of Ancient Rome. - SPb. : Publishing house of St. Petersburg State University, 1993. - 288 p. - ISBN 5-288-01199-0 .
- Zaborovsky Y. Some aspects of the political struggle in the Roman Senate (40-20-ies. II century BC) // Bulletin of ancient history. - 1977. - No. 3 . - S. 182-191 .
- History of Roman Literature. - M .: Publishing House of the Academy of Sciences of the USSR, 1959 .-- T. 1. - 534 p.
- Mommsen T. History of Rome. - Rostov-on-Don: Phoenix, 1997 .-- T. 2. - 640 p. - ISBN 5-222-00047-8 .
- Pokrovsky M. History of Roman Literature. - M .: Nauka, 1942 .-- 432 p.
- Simon G. Wars of Rome in Spain. - M .: Humanitarian Academy, 2008 .-- 288 p. - ISBN 978-5-93762-023-1 .
- Trukhina N. Politics and Politics of the "Golden Age" of the Roman Republic. - M .: Publishing house of Moscow State University, 1986 .-- 184 p.
- Broughton T. Magistrates of the Roman Republic. - New York, 1951. - Vol. I. - P. 600.
- Cornell T. The Fragments of the Roman Historians. - Oxford: Oxford University Press, 2013 .-- ISBN 978-0-19-927705-6 .
- Münzer F. Fannius 7 // RE. - 1909 .-- T. VI, 2 . - S. 1987-1991 .
- Münzer F. Fanniusfrage // Hermes. - 1920. - No. 55 . - S. 427-442 .
- Suerbaum W. Handbuch der Lateinischen Literatur der Antike ,. - München, 2002. - T. 1. - S. 425-427. - ISBN 3-406-48134-5 .